# Нейронная сеть Джордана
Сеть Джордана — вид нейронных сетей, который получается из многослойного перцептрона, если на его вход подать, помимо входного вектора, выходной с задержкой на один или несколько тактов.
В первых рекуррентных сетях главной идеей было дать сети видеть свой выходной образ на предыдущем шаге. У такой сети только часть рецепторов принимает сигналы из окружающего мира, на другие рецепторы приходит выходной образ из предыдущего момента времени.
Рассмотрим прохождение последовательности сигналов через сеть. Сигнал поступает на группу рецепторов соединенных с внешним миром (INPUT) и проходит в скрытый слой (HIDDEN). Преобразованный скрытым слоем сигнал пойдет на выходной слой (OUTPUT) и выйдет из сети, а его копия попадет на задержку. Далее в сеть, на рецепторы, воспринимающие внешние сигналы, поступает второй образ, а на контекстную группу рецепторов (CONTEXT) — выходной образ с предыдущего шага из задержки. Далее со всех рецепторов сигнал пойдет в скрытый слой, затем на выходной.